# (36736) 2000 RX58
2000 RX58 (asteroide 36736) é um asteroide da cintura principal. Possui uma excentricidade de 0.18109720 e uma inclinação de 2.19614º.
Este asteroide foi descoberto no dia 7 de setembro de 2000 por Spacewatch em Kitt Peak.